# Pichelsberg

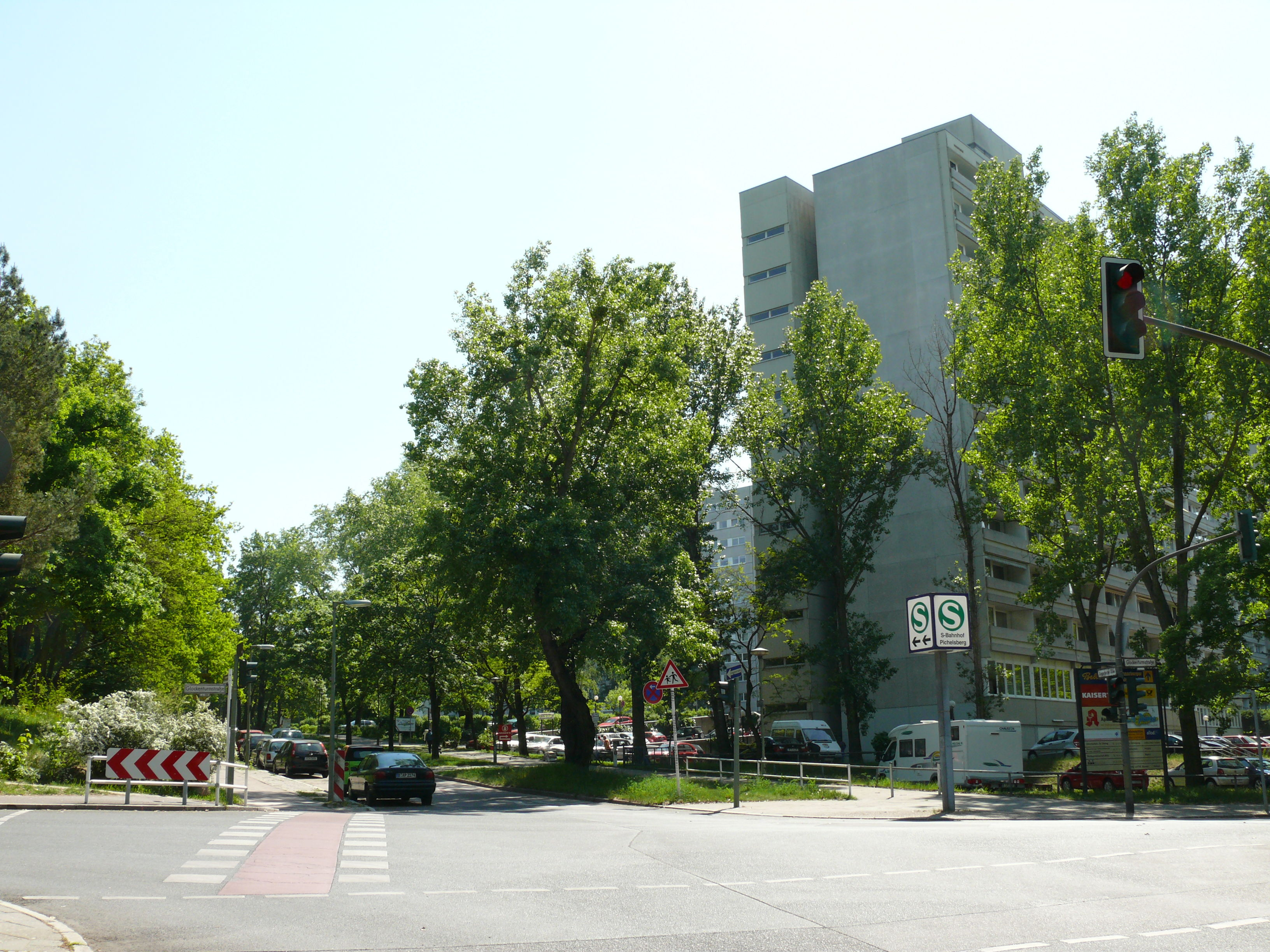
Hochhäuser an der Angerburger Allee

Pichelsberg ist eine Ortslage des Berliner Ortsteils Westend im Bezirk Charlottenburg-Wilmersdorf. Gelegen ist er in der eiszeitlich geprägten profilierten Hügellandschaft gleichen Namens (auch Pichelsberge genannt), die am Westrand des Teltow oberhalb der Havel gelegen ist. Der Name geht vermutlich, ebenso wie bei Pichelsdorf und Pichelswerder auf Spandauer Seite, auf die Pechgewinnung im ehemals entlegenen Waldgebiet zurück.
Pichelsberg wird von der zu Beginn des 20. Jahrhunderts angelegten Heerstraße durchschnitten, die am Westrand Pichelsbergs mit der Stößenseebrücke den Stößensee überquert, eine Ausbuchtung der Havel. Südlich der Heerstraße wurden um 1930 entlang der Straße Am Rupenhorn Landhäuser gebaut. Nahe dem Scholzplatz, benannt nach dem letzten Bürgermeister der ehemals eigenständigen Stadt Charlottenburg, befindet sich der Jüdische Friedhof Heerstraße und der Britische Militärfriedhof, weiterhin ein Sendemast des RBB und die Britische Siedlung mit Bauten von Alfred Gellhorn. Nördlich der Heerstraße wurde in den Jahren 1968–1970 eine Hochhaussiedlung an der Angerburger Allee nach Plänen des Senatsbaudirektors Werner Düttmann errichtet.

## Geschichte

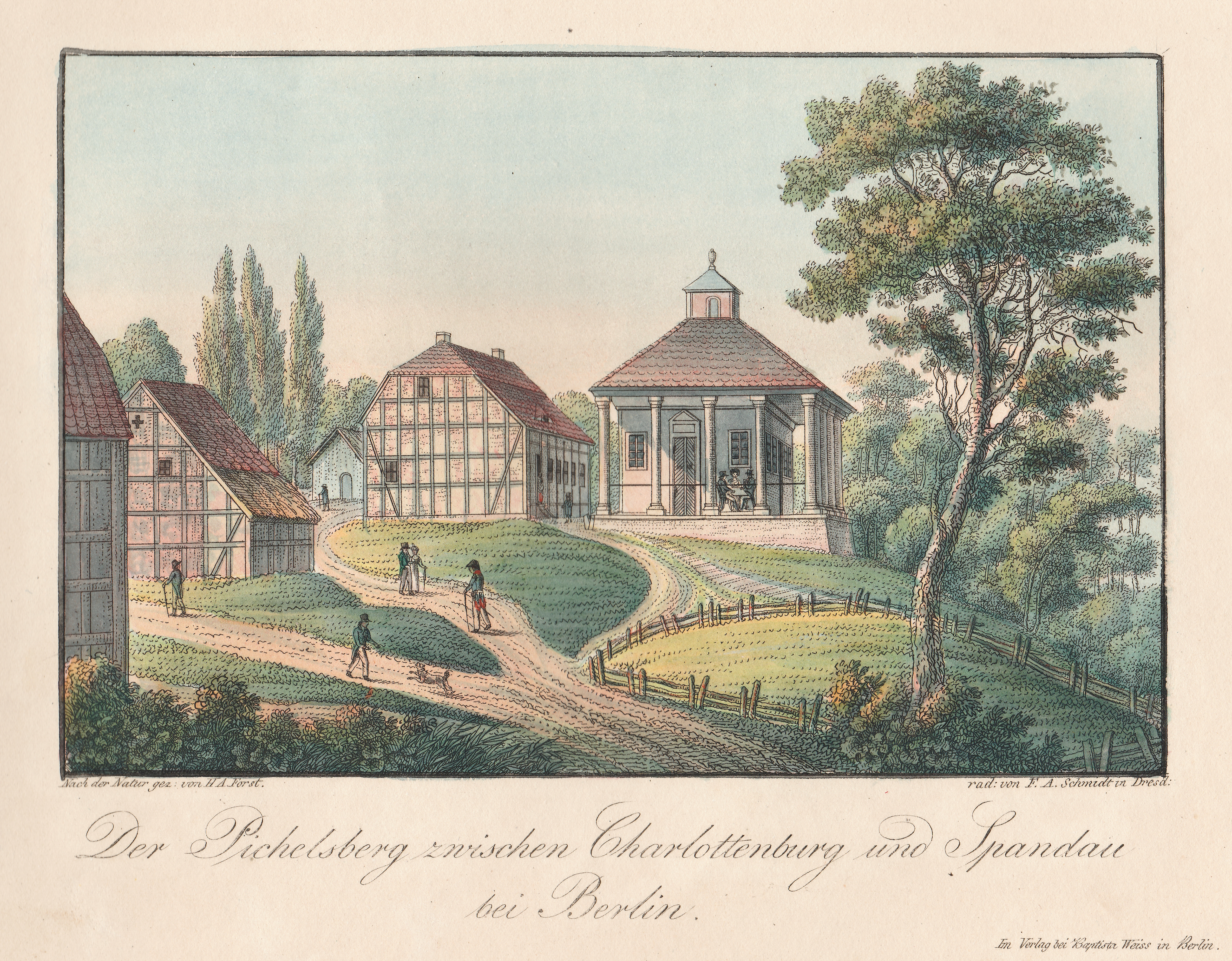
Gaststätte auf dem Pichelsberg um 1820

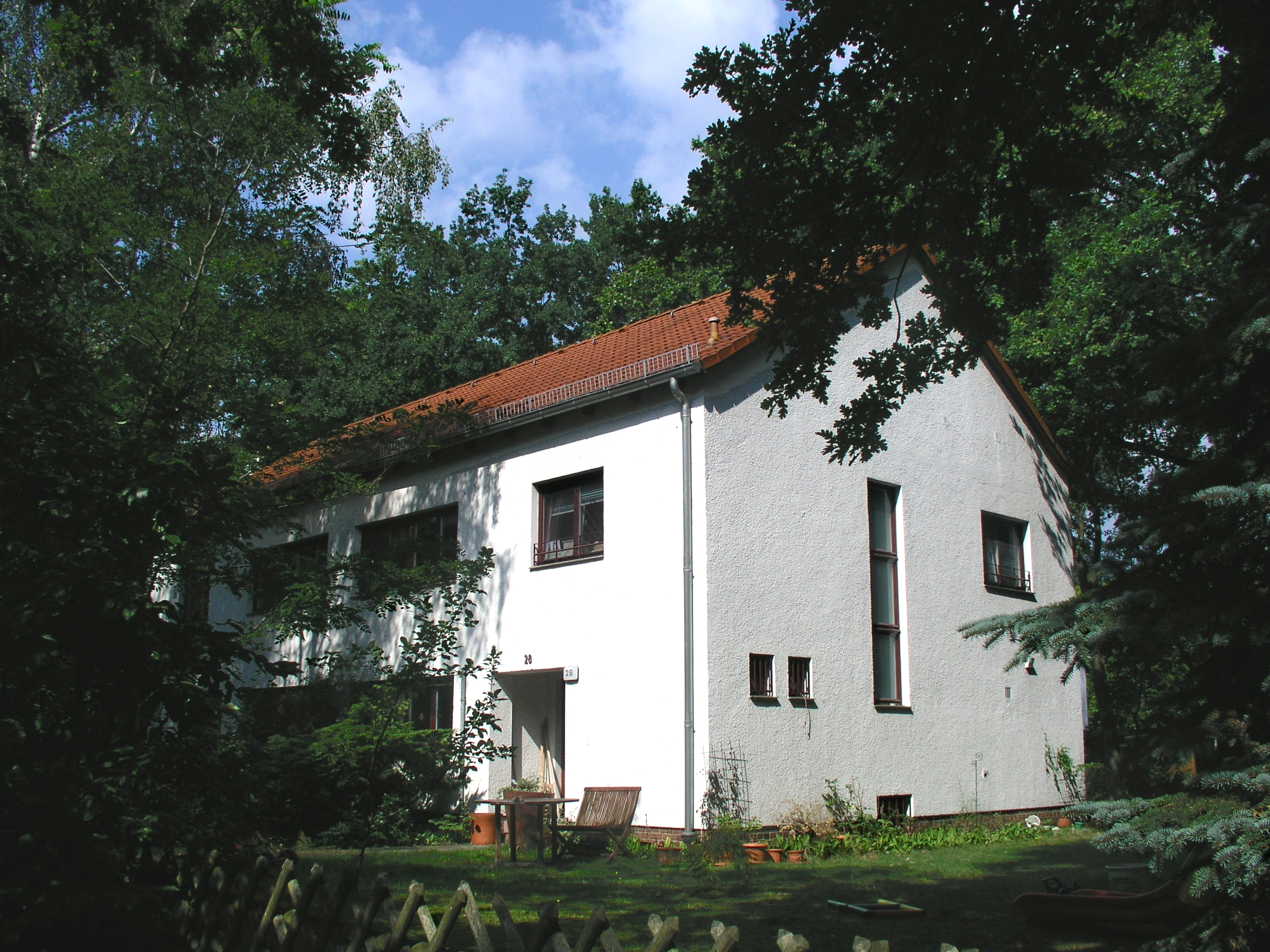
Mehrfamilienhaus von 1958, Kiplingweg 28–30 von Alfred Gellhorn in der Britischen Siedlung

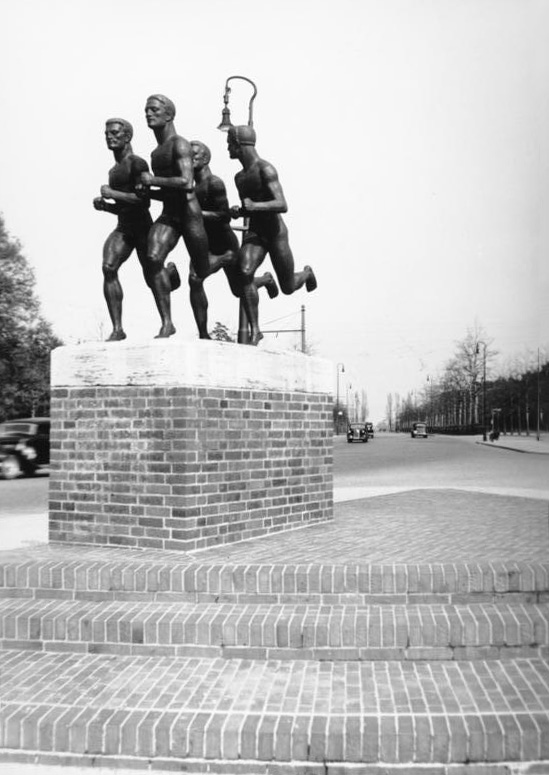
Läufergruppe von Hugo Lederer, von 1928 bis 1943 auf dem Scholzplatz, danach eingeschmolzen

Auf dem Gebiet befand sich Am Postfenn / Havelchaussee eine frühslawische Siedlung, die um 1250 aufgegeben wurde. Ausgrabungen und der Flurname Dorfstättengrund belegen die Siedlung. Nahegelegene Flurnamen deuten an, dass der 62 Meter hohe Pichelsberg als höchste Erhebung im Gebiet Wirchow (von slaw. virch: Hügel) geheißen haben könnte. Dem um 1750 entstandenen Forsthaus folgte 1798 ein vom Grafen Kameke errichteter Pavillon oberhalb der Havel. Der Pavillon wurde nach langer wechselvoller Geschichte 1964 abgerissen.

## Gaststätten
Um die Mitte des 19. Jahrhunderts begann ein reger Ausflugsverkehr in das landschaftlich reizvolle Gebiet, das von der Höhe attraktive Ausblicke über die sich seenartig ausbreitende Havel zuließ. Nachdem zunächst ein Ausschank beim Forsthaus eingerichtet wurde, siedelten sich nach und nach in Pichelsberg, ebenso wie auf dem gegenüberliegenden Pichelswerder, zahlreiche Gaststätten an, zunächst der 1873 eröffnete Reichsgarten, auf halber Höhe im spitzen Winkel zwischen der Angerburger Allee und der Havelchaussee und der Kaisergarten am Havelufer. Zuletzt errichtete Conrad Herold im Jahr 1898 nördlich des Kaisergartens das Seeschloss Pichelsberg. An manchen Wochenenden gab es in Pichelsberg viel Betrieb. Allein das Seeschloss Pichelsberg besaß einen Saal für tausend Gäste.

## Verkehr
Zunächst war Pichelsberg für die Ausflügler nicht leicht zu erreichen. Vom mit der Pferdebahn erreichbaren „Spandauer Bock“ und dem Bahnhof Grunewald wanderte man jeweils über eine Stunde zu den Pichelsbergen. Erst mit dem Bau der Heerstraße entstand die erste Busverbindung. Am 5. September 1911 wurde der Bahnhof Pichelsberg an der Spandauer Vorortbahn eröffnet. 1928 wurde die Strecke für die Berliner S-Bahn elektrifiziert. Nach dem S-Bahn-Streik 1980 wurden die Strecke und der Bahnhof stillgelegt und erst am 16. Januar 1998 wiedereröffnet.

## Germania-Planungen
Ende der 1930er Jahre plante Hitler, gemeinsam mit seinem Baumeister Albert Speer, im Rahmen des geplanten Ausbaus Berlins zur „Welthauptstadt Germania“ beiderseits der Heerstraße eine Hochschulstadt, die sich fast über das gesamte Gebiet Pichelsbergs erstreckt hätte. Bis auf wenige Anfänge, zum Beispiel die Wehrtechnische Fakultät unter dem heutigen Teufelsberg, fielen die Planungen dem Zweiten Weltkrieg zum Opfer.

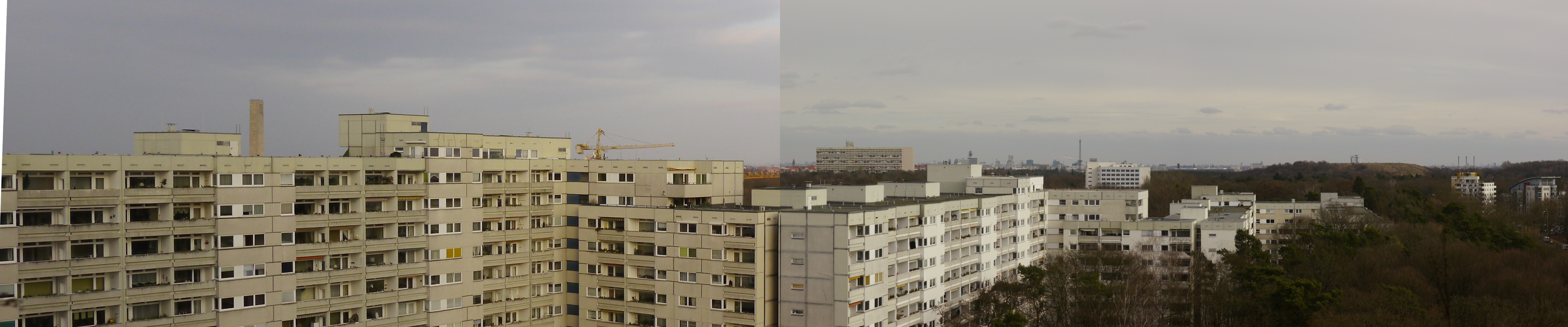
Hochhäuser auf dem Pichelsberg, erbaut 1968–1970